# Frederick Rinder
Frederick W. Rinder (Liverpool, luglio 1858 – Birmingham, 25 dicembre 1938) è stato un dirigente sportivo inglese che è diventato membro del comitato dell'Aston Villa negli anni del suo maggior successo. Successivamente, è stato anche presidente della squadra.
È conosciuto come Grand Old Man of Aston Villa (grande, vecchio uomo dell'Aston Villa) ed è ricordato come uno dei più grandi amministratori sportivi della storia.
È diventato segretario finanziario del club nel 1892 e nel 1898 presidente. Fu lui a condurre le trattative per l'acquisto del Villa Park, attuale impianto sportivo dell'Aston Villa.